# Microrégion de João Pessoa
La microrégion de João Pessoa est l'une des quatre microrégions qui subdivisent la zone de la forêt de la Paraíba de l'État de la Paraíba au Brésil.
Elle comporte 6 municipalités qui regroupaient 983 925 habitants en 2006 pour une superficie totale de 1 262 km2.

## Municipalités[1]
- Bayeux
- Cabedelo
- Conde
- João Pessoa
- Lucena
- Santa Rita